# Roi Kehat
Roi Kehat (in ebraico רועי קהת‎?; Rehovot, 12 maggio 1992) è un calciatore israeliano, centrocampista del Sumqayıt.